# Saucisson chaud
Pour les articles homonymes, voir Saucisson (homonymie) et Chaud.
Le saucisson chaud lyonnais est une spécialité culinaire traditionnelle et institutionnelle de la cuisine lyonnaise, à base de saucisson lyonnais à cuire, coupé en tranches, servi généralement avec des pommes de terre, lentilles, sauce au vin rouge, salade ou en saucisson brioché,,.

## Histoire
Le saucisson chaud lyonnais, éventuellement truffé ou pistaché, est un des plats de prédilection de la cuisine lyonnaise et des bouchons lyonnais.

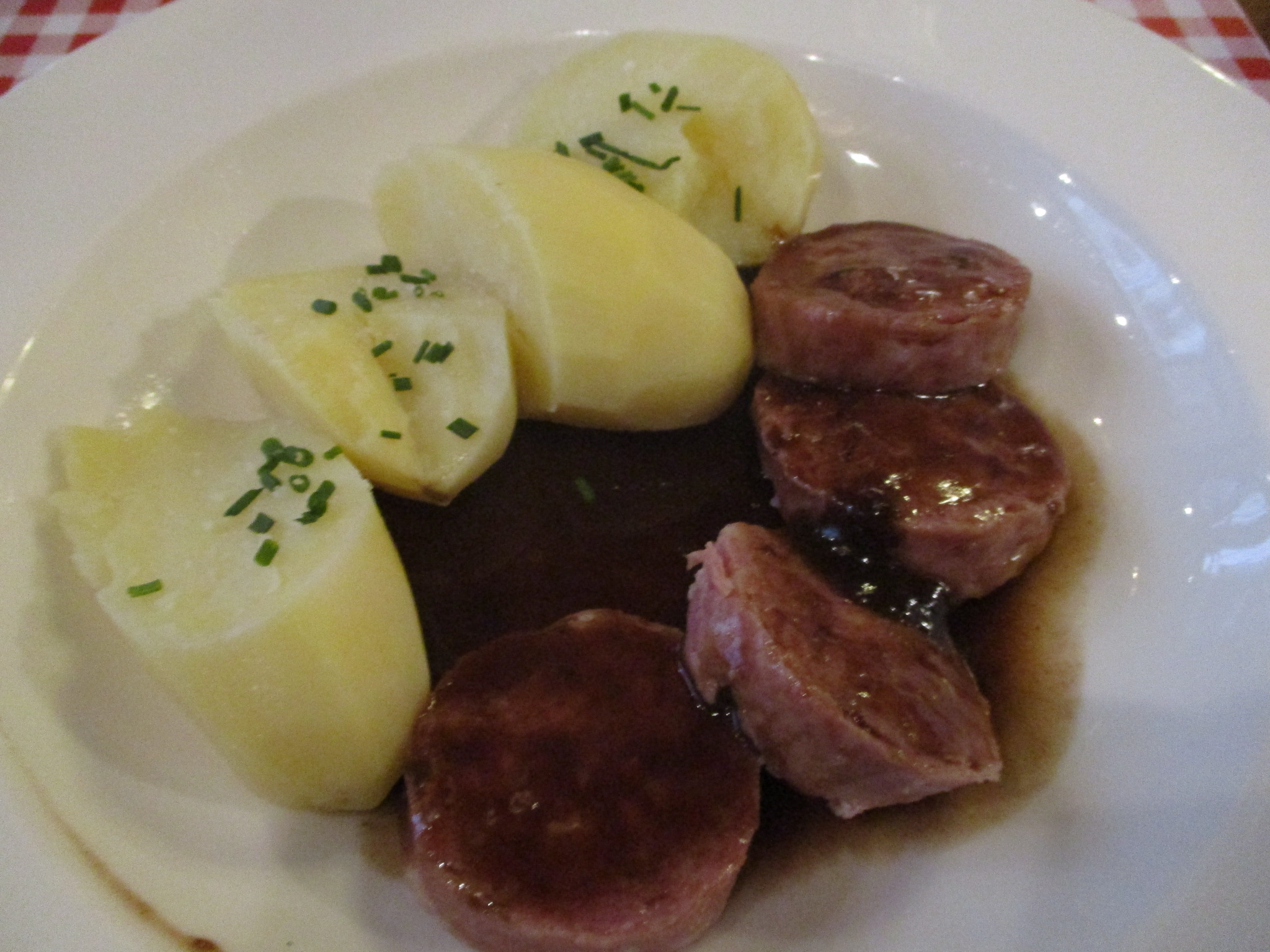
Avec pomme de terre, et sauce au vin rouge.
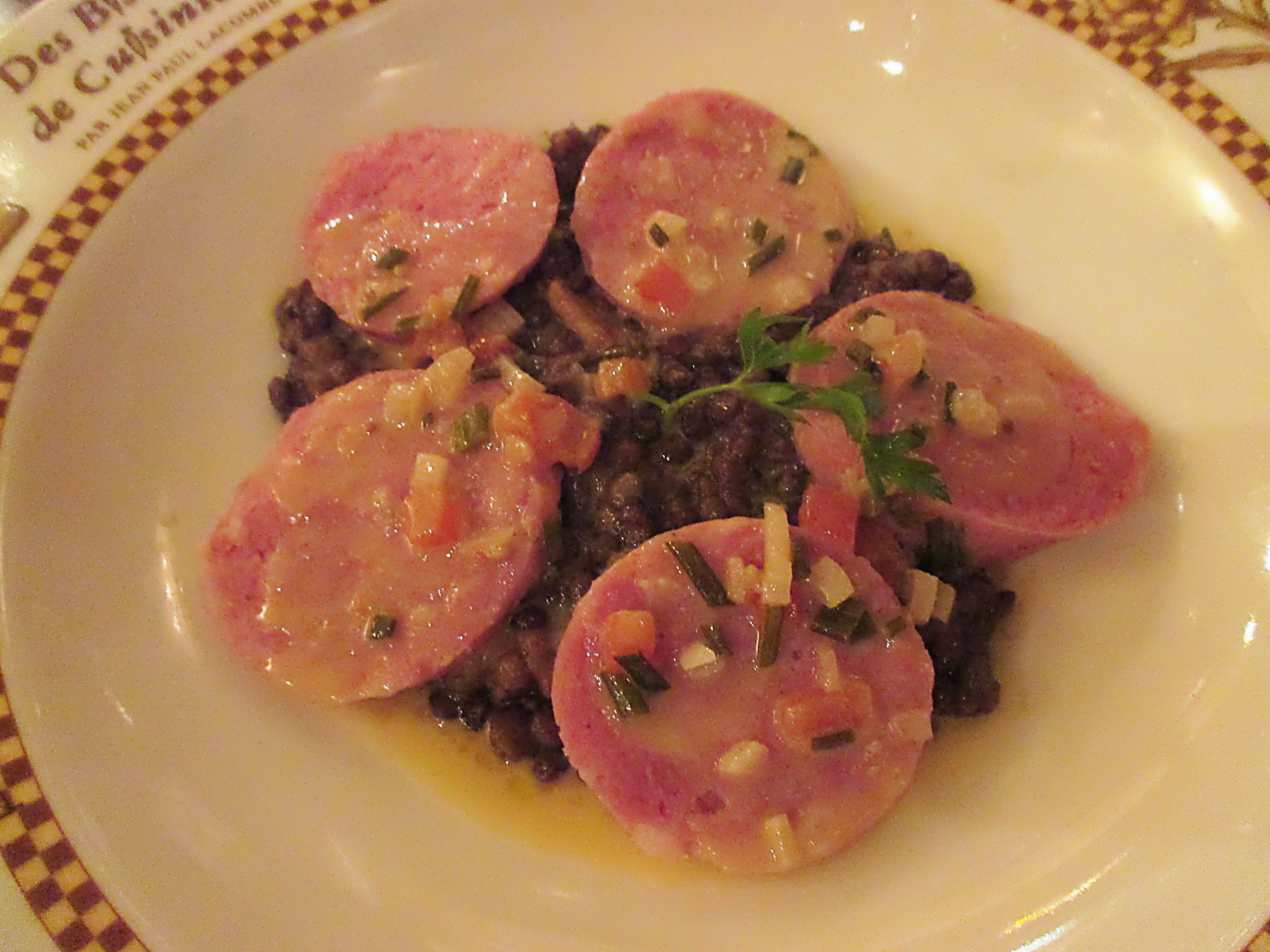
Avec lentilles et lardons.
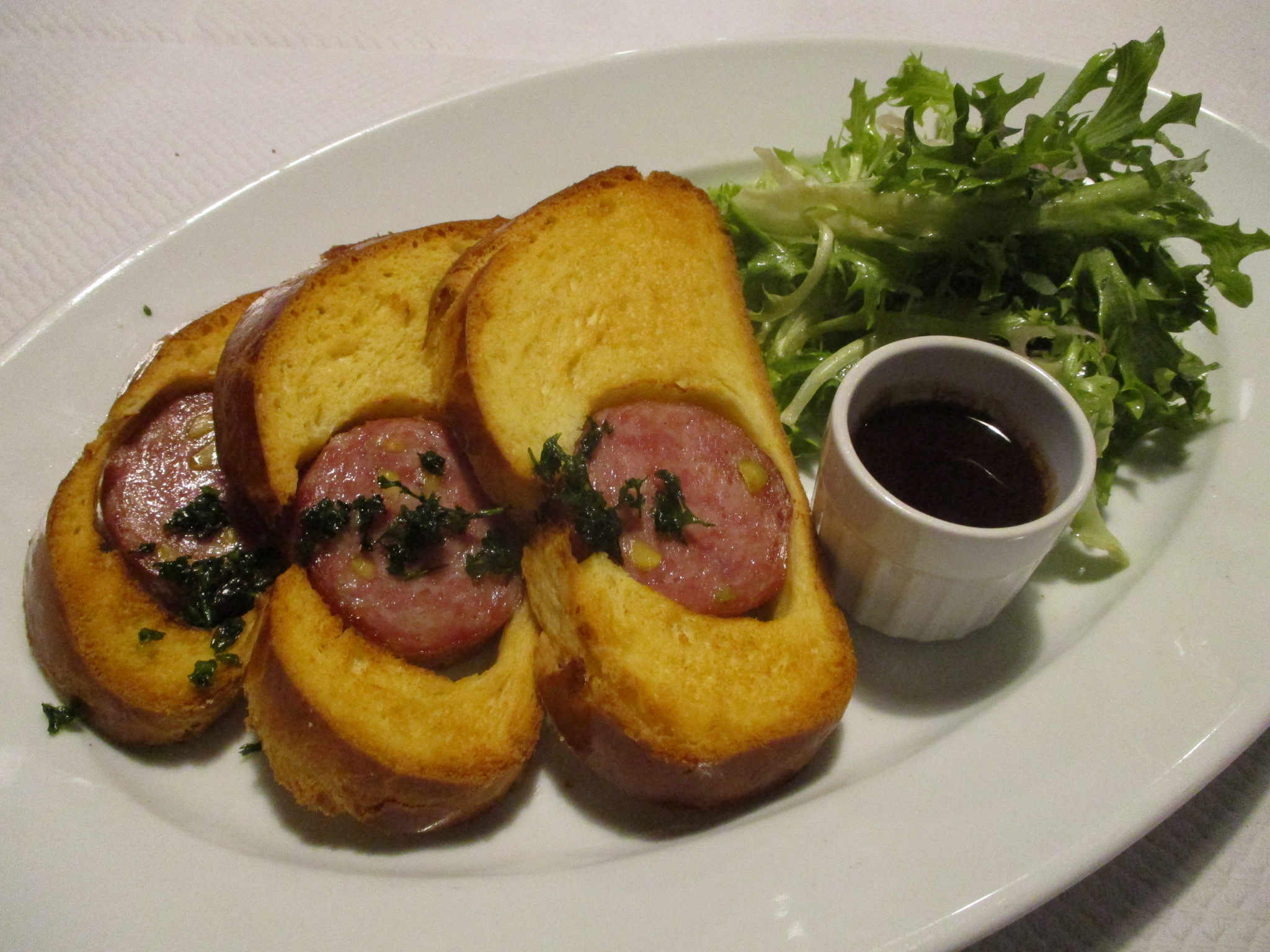
Saucisson brioché.
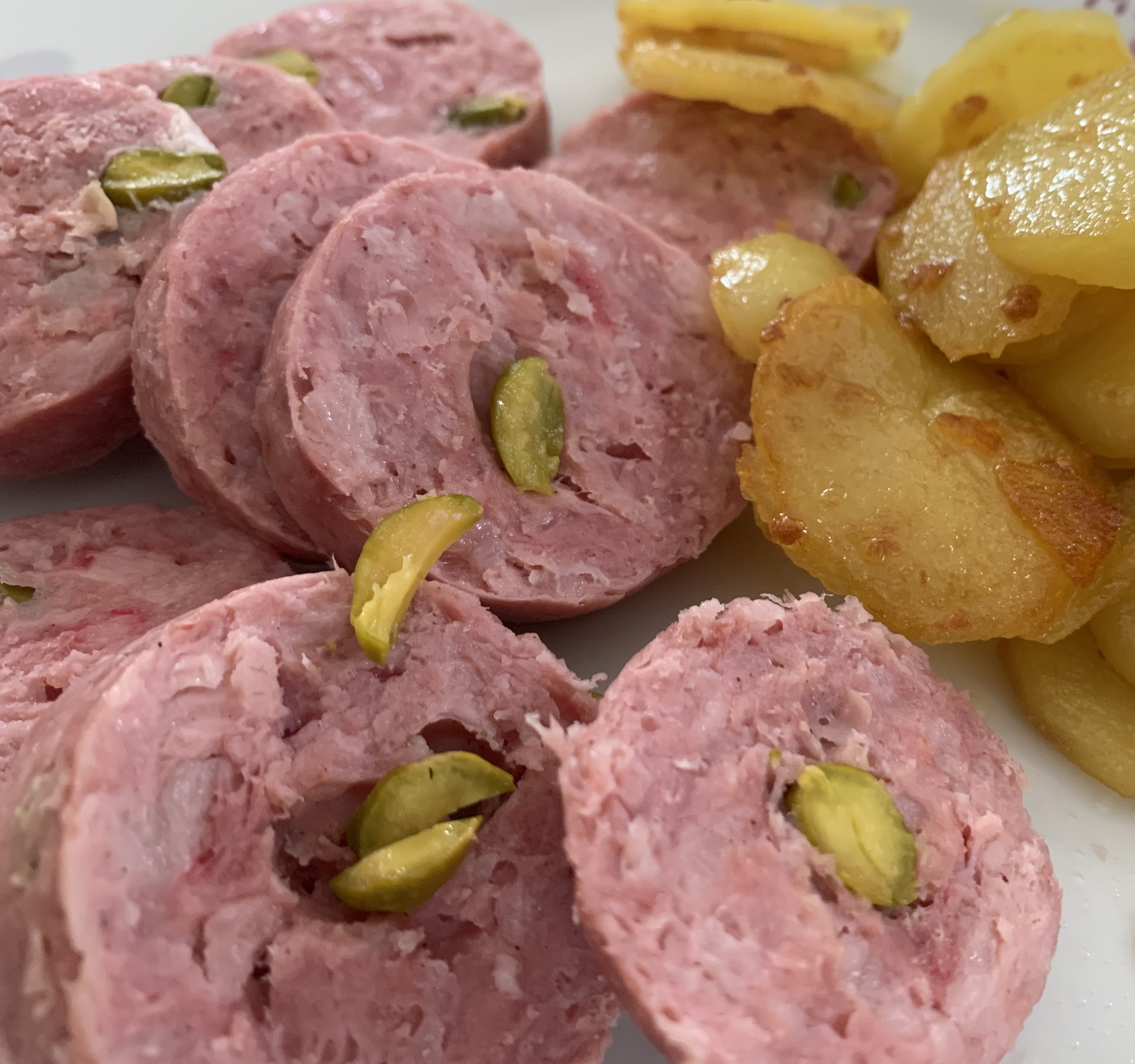
Saucisson chaud truffé aux pistaches et pommes de terre sautées.